# Ticul
Ticul est une petite ville de l'État du Yucatán au Mexique. Ses coordonnées géographiques sont 20.40° nord, 89.53° ouest, à quelque 100 km au sud de la ville principale de l'état, Mérida. En 2000, la population de Ticul s'élevait à environ 28 000 personnes.
Ticul était une ville de la civilisation Maya pré-colombienne.
Elle a été habitée de manière continue au moins depuis le VIIe siècle av. J.-C. Après la conquête espagnole du Yucatan, Ticul a été réétablie comme une ville coloniale espagnole en 1549. 

La République du Yucatán lui a attribué le statut de ville en 1847.
La ville est surnommée La Perla del Sur (« La perle du Sud »), car située dans la partie sud de l'État du Yucatán.
Ticul a longtemps été connue par le biais des poteries rouges qui y étaient produites. 
Près de la moitié de ses habitants parle encore la langue Maya en tant que langue maternelle, et ce malgré le fait que l'espagnol soit aussi compris.

Le plat à base de porc, poc-chuc, est également une spécialité locale réputée.

## Personnalités liées à la commune
- Armando Manzanero (1935-2020), Musicien Méxicain.